# Acanthopsoides molobrion
Acanthopsoides molobrion es una especie de peces de la familia Cobitidae en el orden de los Cypriniformes.

## Morfología
• Los machos pueden llegar alcanzar los 4,5 cm de longitud total.

## Hábitat
Vive en zonas de clima tropical.

## Distribución geográfica
Se encuentra en Malasia, Borneo y la  cuenca del río Mekong.